# 豊永真琴のMBSミュージックパーク
『豊永真琴のMBSミュージックパーク』（とよながまことのエムビーエスミュージックパーク）は、MBSラジオで2020年3月28日から放送中の音楽番組。2005年からMBSラジオのプロ野球中継（2014年以降の名称は『MBSベースボールパーク』）でスタジオアシスタントを担当している豊永真琴の冠番組および、『MBSベースボールパーク』の関連番組にも当たる。

## 概要
1987年10月から2020年3月14日まで32年半にわたって桜井一枝が出演していた『土曜リクエスト』シリーズ（最終番組は『桜井一枝&井上雅雄のるんるん土曜リクエスト』）の後継番組で、『るんるん土曜リクエスト』に続いて、女性のパーソナリティ（豊永真琴）と（井上雅雄を含む）毎日放送のスポーツアナウンサーがコンビを組む。
日本プロ野球（NPB）シーズン中（主に年度上半期）の土曜日に阪神タイガースの公式戦がデーゲームで組まれる場合には、『土曜リクエスト』シリーズに続いて、デーゲーム中継を『MBSベースボールパーク』として内包。中継カードの試合展開に応じて、当番組の放送時間を短縮するか全編を休止する。また、一部のコーナー・企画を『るんるん土曜リクエスト』から引き継いでいるほか、開始当初は同番組のノベルティグッズ（桜井と井上の写真を用いた特製クオカード）をリスナーへのプレゼントに充てていた（2020年5月16日放送分から当番組オリジナルのクオカードを進呈）。
ちなみに2020年には、NPBがレギュラーシーズンの開幕日を3月20日（金曜日・春分の日）に設定。MBSラジオが21日に長時間の特別番組（主に「ラジオウォーク」の同時生中継）を編成していたことや、NPBが28日（いずれも土曜日）に阪神のデーゲーム（京セラドーム大阪で14:00に開始予定の対広島東洋カープ戦）を組んでいたことなどを背景に、2020年度最初の土曜日（4月4日）から当番組の放送を予定していた。実際には、年頭から日本国内で新型コロナウイルスへの感染が広がっている影響で開幕が6月19日（金曜日）まで延期されたため、3月28日に「イントロバージョン」扱いで放送を開始。『土曜リクエスト』シリーズの名物企画だった「楽器クイズ」（木琴やリコーダーを用いたリスナー向けのクイズ）を、1日限定で復活させた。ただし、編成上は4月4日放送分を「第1回」として扱った。

## 放送時間

### 本編
- 2020年3月28日 - 2022年3月26日　基本として毎週土曜日 13:59 - 17:43
  - 「MBSニュース」を15時台、「お天気のお知らせ」を14・16時台、「MBS交通情報」を14・16時台、「ウィークエンドネットワーク」（本編をMBSラジオで制作する企画ネット方式のニュース）を17時台の前半に内包。全編を通じて、リクエストのテーマ（「お菓子のCMに使われていた曲」など）を週替わりで設定している。豊永やパートナーからのリクエストで、テーマが決まることもある。
  - NPBデーゲーム中継以外の特別編成によって17:00より前に本編を終了することがあらかじめ決まっていた場合には、「ウィークエンドネットワーク」を単独番組（放送上のタイトルは『MBSニュース』）として17:40 - 17:43に放送していた。
- 2022年4月2日 - 2022年11月26日　基本として毎週土曜日 13:59 - 17:40
  - 「ウィークエンドネットワーク」を単独番組として分離（通年で17:40 - 17:43に『MBSニュース』として放送）することに伴って、放送時間を3分短縮。
  - 2022年7月以降は、本来は月曜日の夜間（『MBSマンデースペシャル』『マンデースペシャル2』枠）に週替わりで編成している1時間番組（事前収録）の放送枠を、阪神タイガースのデーゲームが最初から組まれていない週の土曜日の16:40 - 17:40に充てる場合がある。この場合には以下のように、本編の放送時間を通常（フルバージョン）から1時間短縮するか、本編をあらかじめ休止することで対応。
    - 2022年7月9日・9月3日・10月14日：『野村啓司の懐メロ♪ジュークボックス』（本来は月に1回のペースで「MBSマンデースペシャル」枠へ組み込まれている事前収録番組）の放送枠を16:40 - 17:40に編成したことに伴って、本編の放送を16:40で終了。
    - 2022年9月17日：『Mラジ　こどもスマイル学園×こども音楽コンクール』（生放送による特別番組）の放送枠を13:59 - 16:40、『クリス松村のザ・ヒットスタジオ』の放送枠を16:40 - 17:40に編成したことに伴って、本編の放送を休止。当日は読売ジャイアンツ対阪神のナイトゲーム中継（ニッポン放送制作分中継の同時ネット）枠を（『MBSこども音楽コンクール』レギュラー版放送直後の）17:59から編成していたが、屋内球場の東京ドームを当該試合に使用した関係で、当番組については「延長スペシャル」の放送も当初から予定していなかった。
      - 『Mラジ　こどもスマイル学園×こども音楽コンクール』は、MBSラジオが新日本放送時代の1953年にこども音楽コンクールを始めてから2023年で70年目を迎える前にコンクールの歴史を振り返る趣旨で作られた番組で、『MBSこども音楽コンクール』（2022年3月までは本編の直後に放送していた事前収録番組）パーソナリティの野嶋紗己子、かつて『土曜リクエスト』シリーズのパーソナリティを務めていた河田直也、松井愛（いずれも放送の時点では毎日放送の現職アナウンサー）、『こんちわコンちゃんお昼ですょ!』（平日の12:00 - 15:00に編成されている生ワイド番組）パーソナリティの近藤光史（同局出身のフリーアナウンサー）が進行。実際には、こども音楽コンクールに関連するパート（当該項で詳述）を除いて、本編のフォーマットを踏襲していた。このような事情から、「MBSニュース」「お天気のお知らせ」「MBS交通情報」関連の進行を河田（放送上の肩書は「臨時担任」）、放送中に数回挿入されたラジオショッピングコーナーの進行やインフォマーシャルを近藤（放送上は松井と同等扱いの「生徒」）で分担していた。
- 2022年12月3日 - 12月24日　毎週土曜日 14:20 - 17:40
  - 『PEACE with Love』（榛葉健・豊崎由里絵・大平修蔵がパーソナリティを務めるMBSラジオ制作の事前収録番組）を13:50 - 14:20の時間帯にレギュラーで放送することに伴って、当番組の放送枠を30分短縮。2022年12月31日（大晦日）には年末特別編成につき、ダイエーの単独提供番組でもある『PEACE with Love』の放送枠を11:30 - 12:00まで繰り上げた一方で、当番組の放送を休止した。
- 2023年1月7日 - 3月18日　毎週土曜日 14:20 - 17:25
  - 『まいどあり～!』（文化放送の制作による事前収録のラジオショッピング番組）を17:25 - 17:40に編成することに伴って、当番組の放送時間を15分短縮。
- 2023年4月1日 - 毎週土曜日 13:50 - 17:40
  - 『PEACE with Love』が前週（3月25日）で終了したことや、『まいどあり～!』の放送時間が日曜日の5:00 - 5:15に変更されたことを受けて、放送時間を45分拡大。なお、MBSラジオでは3月25日に当番組を休止したうえで、『高槻三島地域　国づくりの道　ラジオウォーク～大和を支えた古代豪族の足跡～』（生放送による特別番組）を当番組の放送枠に充てた。

### プロ野球シーズン中の「延長スペシャル」
- NPBのシーズンと重なる時期（例年は4 - 9月、2020・2021年は11月の第4週まで）には、本編に加えて、「延長スペシャル」を18:00 - 21:00の時間帯で編成する週がある（いずれも『土曜リクエスト』シリーズから継承）。この場合には、「延長スペシャル」が夕方から夜間にかけての生放送であることを踏まえて、本編とは別に「大人向け」のリクエストテーマを設けることがある。
  - 阪神のデーゲームと（オリックス・バファローズを含む）他球団のナイトゲームが組まれている週には、本編の時間帯を『MBSベースボールパーク』として阪神のデーゲーム中継に充てる一方で、ナイトゲーム中継の基本枠（18:00以降）に「延長スペシャル」を編成する。当初は阪神のデーゲームも他球団のナイトゲームも全て中止になった場合に「延長スペシャル」を3時間放送していたが、2021年夏季の2020東京オリンピック開催（NPBレギュラーシーズンの中断期間）以降は、この場合に「延長スペシャル」ではなく『MBSベースボールパーク番外編』を編成している。
    - 2021年には、上記の条件に該当する週で、『ナジャのレツゴー・サタデー』『コウテイの銀蛾・流電音』『せんせの時間〜権藤弁護士とDr.ネルソン〜』のいずれかを月に1回ずつ放送。「延長スペシャル」については、『レツゴー・サタデー』『銀蛾・流電音』の放送週に19:00、『せんせの時間』の放送週に20:00で終了していた。
      - 阪神のデーゲーム中継が17:00までに終了した場合には、中継の終了後から、豊永のみの出演で17:43まで本編を放送する。
      - 阪神のデーゲーム中継が17:43以降も続く場合には、本編を割愛。中継終了の直後から、『MBSニュース』（「ウィークエンドネットワーク」の代替扱いで単独番組として編成）『地震防災メモ』（スポンサー付きで本来は17:43 - 17:45に編成）『MBSこども音楽コンクール』（スポンサー付きで本来は17:45 - 18:00に編成）をはさんで、18:00以降に編成されていた番組（生放送による「延長スペシャル」や『 - レツゴーサタデー』など）を放送枠のスライド（生放送番組の場合には放送枠の短縮）方式で順次放送していた。
      - NPBの予備日として設定されている月曜日に阪神のナイトゲームを中継した週には、阪神のデーゲーム中継（または当番組の本編）終了後（基本として18:00以降）に2時間（または3時間）分確保している「延長スペシャル」の放送枠を1時間に短縮。月曜日で阪神のナイトゲームが開催されない場合に『MBSマンデースペシャル』『マンデースペシャル2』枠で放送する予定だった事前収録番組と、通常は土曜日の夜間に単独番組として放送しない『MBSニュース』『お天気のお知らせ』を「延長スペシャル」の後で順次放送する体制を講じていた。実際には上記の事態が発生しなかったものの、全編生放送の『MBSベースボールパーク番外編』が『マンデースペシャル』枠に組み込まれていた場合には、『番外編』を「延長スペシャル」の3時間版で事実上代替していた。

    - 2022年度のナイターイン編成では、阪神のナイトゲームが最初から組まれていない週の土曜日に、『ナジャ・グランディーバのレツゴーサタデー!』と『カベポスターのMBSヤングタウンNEXT』（2021年度のナイターオフ期間に放送されていた『MBSヤングタウンNEXT』からの派生番組）を月に1回ずつのペースで19:00 - 21:00に放送。その関係で、当該週には「延長スペシャル」を1時間に短縮している。
      - MBSラジオでは2022年7月9日に、当番組を本編に限って13:59 - 16:40に放送することを予定していた。『野村啓司の懐メロ♪ジュークボックス』を土曜日の夕方に初めて放送すること（詳細前述）に加えて、東京ヤクルトスワローズ対阪神のナイトゲーム（明治神宮野球場）中継（ニッポン放送制作分中継の同時ネット）枠を17:59から編成していたことによる。中継枠の編成に際しては、予備カード[2]を設定しない代わりに、「延長スペシャル」を雨傘番組に設定。しかし、ヤクルトのチーム内で新型コロナウイルスの大量感染（クラスター）が発生したことに伴って、上記の試合の開催がを急遽取り消された（当該項で詳述）。結局、試合の中継を予定していた時間帯に「延長スペシャル」のフルバージョン（3時間）を急遽充てたため、当番組は本編と合わせて7時間近い生放送を実施した。

### 備考
- 2021年の初回放送日（1月9日）には、第100回全国高校ラグビー決勝（花園ラグビー場）の生中継（MBSラジオとしては14年振りの高校ラグビー本大会生中継・17年振りの決勝生中継、実況：森本栄浩、解説：大西将太郎）を13:50  - 15:30に実施したため、中継終了後に『ヨドバシカメラpresents ロバートの家電研究所』（RKBラジオ制作の10分番組でMBSにおける本来の放送枠は13:50 - 13:59）をはさんで、15:40 - 17:43に当番組を生放送（当日のパートナーアナウンサーは三ツ廣政輝）。
- 2020東京オリンピック開催期間中の2021年7月24日・31日および8月6日には、『東京2020オリンピックハイライト』（民放ラジオ統一番組）の夕方放送分[3]を17:39 - 17:43に放送。編成上は当番組への内包コーナーとして扱われていたが、実際には単独番組として放送されるため、当番組の放送時間を4分間短縮していた。ちなみに、オリンピック閉幕後の8月14日には『感動!東京2020オリンピック　総集編』を15:40 - 17:40に編成したため、当番組を15:40まで生放送。

## パーソナリティ

### 現在（2023年11月以降）
- 豊永真琴
  - 『MBSベースボールパーク』では2020年度から、金曜ナイトゲーム・土曜（主にデーゲーム）・日曜ナイトゲームおよび、月曜日にナイトゲーム（主に阪神戦）が組まれる場合の中継でスタジオアシスタントを担当（2019年度までの担当曜日を市川いずみと交換）。当番組の放送枠で阪神のデーゲーム中継を実施する場合にも、当番組の休止の有無にかかわらず、スタジオ担当として出演する。
  - 『土曜リクエスト』シリーズでも、『河田直也&桜井一枝のうきうき土曜リクエスト』時代の2013年8月31日放送分で、桜井に代わってパーソナリティを担当。当番組の「イントロバージョン」で、同日以来およそ6年7ヶ月振りに「楽器クイズ」を出題した。
  - 2017年度から2019年度までナイターオフ期間の土曜夜間に出演していた『MBSベースボールパーク』ナイターオフ版については、2020年度以降も『MBSベースボールパーク　プレミアムチャンネル』と改題したうえで継続。豊永はレギュラーで出演しないものの、2021年1月30日・2月6日（土曜日）の第3部（20時台後半）では、「バス永真琴」と称して「バス永真琴のトリプルアクセル」（事前収録によるYouTube公式チャンネルとの連動企画）のパーソナリティを務めた。
- 毎日放送のスポーツアナウンサー
  - 『MBSベースボールパーク』の阪神戦中継で実況・リポーターを務める以下の人物が、中継のない日（または中継へ出演しない日）に、週替わりで1名ずつスタジオへ出演。本編と「延長スペシャル」の2本立て構成で放送することがあらかじめ決まっている日には、「延長スペシャル」が1時間の場合に本編と同じアナウンサー、2時間・3時間の場合に本編と別のアナウンサーが出演する。
    - 森本栄浩
      - 第1回の本編から担当。毎日放送の定年（2021年10月30日）に伴って「シニアスタッフ」（1年契約で最長5年間まで在籍できる嘱託扱いのアナウンサー）へ移行してからも、「毎日放送のアナウンサー」として出演を続けている。

    - 近藤亨（第1回の「延長スペシャル」から担当）
    - 井上雅雄（『るんるん土曜リクエスト』から続投）
      - 担当日の午前中には、『せやねん!』（毎日放送の関西ローカル向け生放送番組）にも出演。

    - 金山泉（事実上の初回放送である「イントロバージョン」から出演）
    - 三ツ廣政輝
      - 2021年12月までは、担当日の午前中に『サタデープラス』（MBSテレビの全国ネット向け生放送番組）へレギュラーで出演。2020年度のナイターオフ期間には、『MBSベースボールパーク　プレミアムチャンネル』土・日曜日第2部（土曜日は「バズヒロ政輝のエースで4番への道!!」）のパーソナリティを兼務していた（土曜日は事前収録・日曜日は生放送）。

    - 川地洋平
      - 2020年度に毎日放送へ入社。スポーツアナウンサーとしての活動を本格的に開始する2021年度から、当番組のパートナーに加わっている。MBSラジオでは2020年10月から『ばんぱく宣言　われら21世紀少年団』（事前収録番組）のパーソナリティを週替わりで務めているが、生放送番組へのレギュラー出演は初めてである。

    - 馬野雅行
      - 2019年7月から2022年7月まで毎日放送のアナウンス部長→アナウンスセンター長を兼務していた関係で、番組初年度（2020年度）には出演しなかった。2021年度から野球中継の実況を本格的に再開したことを機に、2021年6月5日放送分の『延長スペシャル』から登場。

    - 大村浩士
      - 2021年度に毎日放送へ入社。2022年度からスポーツアナウンサーとして『MBSベースボールパーク』のベンチリポートなどを始めていることから、当番組にも2022年8月13日放送分からパートナーに加わっている。

### 過去
いずれも、出演の時点では毎日放送のスポーツアナウンサー。
- 仙田和吉（2020年度）
  - 毎日放送への在籍中は、土曜日の午後に『GOGO競馬サタデー!』（MBSラジオの制作協力によるラジオ関西の中央競馬中継）で司会・実況を担当する機会が多く、当番組では中継終了後（夕方以降）に編成される「延長スペシャル」を中心に出演。2020年度のナイターオフ期間には、『MBSベースボールパーク　プレミアムチャンネル』土曜日第1部（18・19時台の生放送パート）で「今夜は藪恵壹／亀山つとむがヤル」のパーソナリティを務めていたため、当番組への出演を見合わせていた。2021年3月31日付で毎日放送を早期退職。
- 赤木誠（2023年8月26日）
  - 2018年10月の正社員定年（60歳）後も「シニアスタッフ」としてスポーツアナウンサーの活動を続けてきたが、契約期間の満了（2023年10月31日）を前に、同年8月26日放送分において「最初で最後」の出演を果たした。
  - MBSラジオでは、若手アナウンサー（毎日放送）時代に『ザ・ヒットナウ20』（1982年度のナイターオフ期間に放送）などの音楽番組を担当していた。もっとも、当番組では放送の開始から3年が経過しても出演の機会がなかったことから、本人曰く「スポーツアナウンサーのシフター（勤務管理者）を兼ねている近藤亨への直訴」によって出演に漕ぎ着けたという。

### 備考
- 毎日放送→MBSラジオとラジオ関西の競馬中継をレギュラーで担当している毎日放送のアナウンサーは、『GOGO競馬サタデー!』への出演を優先する関係で、2020年度まで在籍していた仙田を除いて当番組に登場しない。もっとも、毎日放送で上記中継の司会や実況を担当するアナウンサーは徐々に減っていて、2022年5月第3週以降は来栖正之（スポーツアナウンサーとしては競馬専任）を除いてフリーアナウンサーで賄っていた。2023年4月第3週（9日）からは中野広大（大村と同期入社のアナウンサー）が実況陣に加わっているが、スポーツ中継では来栖と同じく競馬のみ担当しているため、当番組には実況デビューの前から出演していない。
- 2020年度の『MBSベースボールパーク　プレミアムチャンネル』では、土曜日の第3部で、スポーツアナウンサーによる期間限定企画も事前収録で随時編成。放送週や企画によっては、当番組のパートナーを務めるアナウンサーが、前述した豊永と同じパターンで本番の終了後に（放送上）第3部へ出演することもあった。